# Kolcopłetwe
Kolcopłetwe, cierniopłetwe (Acanthopterygii) – nadrząd najbardziej zaawansowanych w rozwoju i najmłodszych ewolucyjnie ryb promieniopłetwych z infragromady dokonałokostnych (Teleostei), obejmujący ponad 13 000 gatunków z blisko 270 rodzin. Charakteryzują się wysuwalną szczęką, bardziej ruchliwą niż u wcześniejszych Teleostei, ktenoidalnymi łuskami oraz ostrym promieniem kostnym (kolcem) w płetwach. Występują we wszystkich typach wód, najliczniej w morskich wodach przybrzeżnych. 24% gatunków zasiedla wody słodkie.
Rzędy zaliczane do kolcopłetwych grupowane są w seriach:
Atherinomorpha:
- Atheriniformes – aterynokształtne
- Beloniformes – belonokształtne
- Cyprinodontiformes – karpieńcokształtne

Mugilomorpha:
- Mugiliformes – mugilokształtne

Percomorpha:
- Beryciformes – beryksokształtne
- Gasterosteiformes – ciernikokształtne
- Perciformes – okoniokształtne
- Acropomatiformes
- Pleuronectiformes – flądrokształtne
- Scorpaeniformes – skorpenokształtne
- Stephanoberyciformes – stefanoberyksokształtne
- Synbranchiformes – szczelinokształtne
- Tetraodontiformes – rozdymkokształtne
- Zeiformes – piotroszokształtne